# Choerades nigrescens
Choerades nigrescens là một loài ruồi trong họ Asilidae. Choerades nigrescens được Ricardo miêu tả năm 1925. Loài này phân bố ở vùng nhiệt đới châu Phi.